# Horace Fielding
Horace Fielding (14 tháng 10 năm 1906 – 14 tháng 6 năm 1969) là một cầu thủ bóng đá người Anh thi đấu ở vị trí tiền vệ chạy cánh.